# Dover (Minnesota)

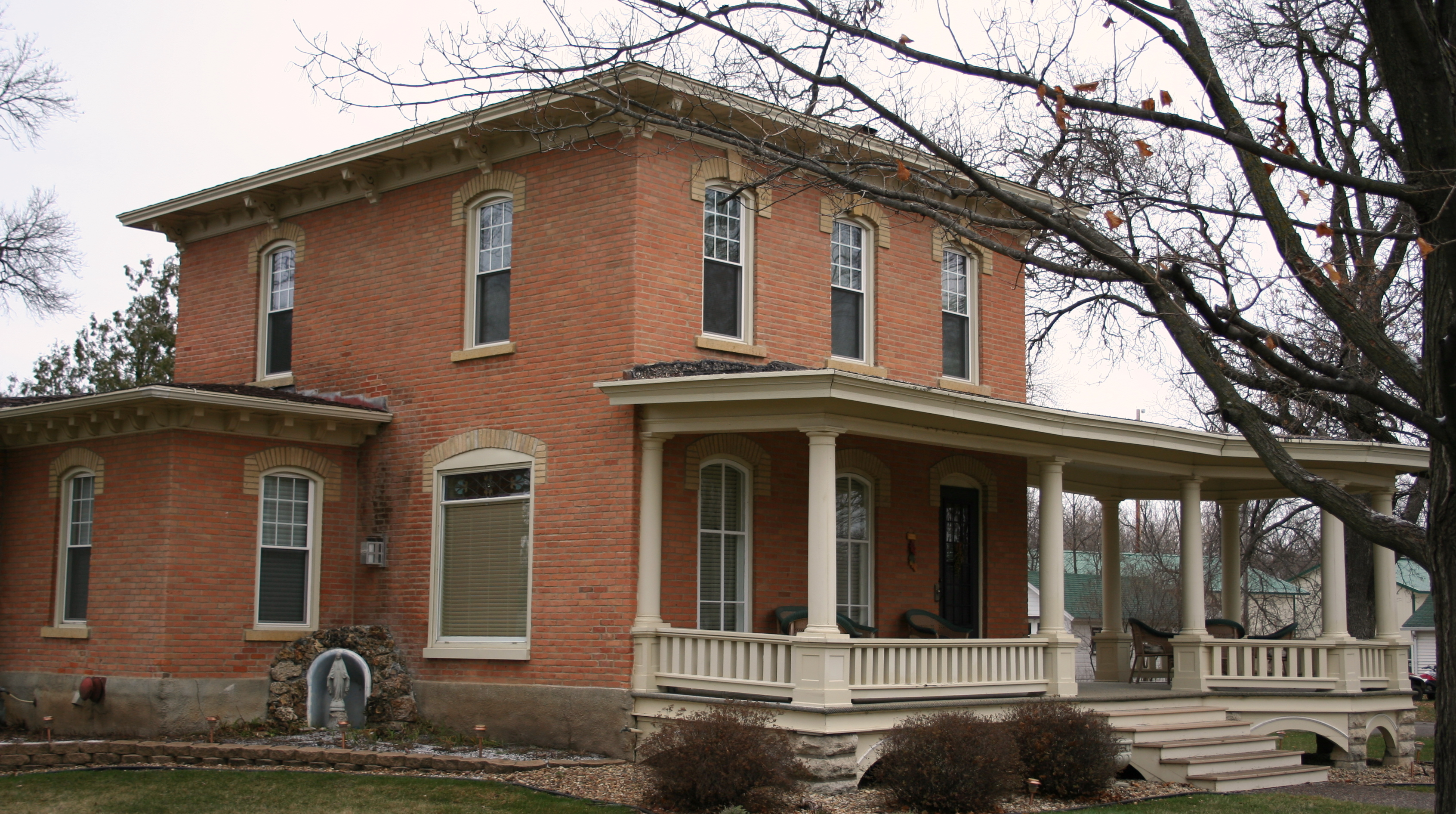
La maison Bush, inscrite au registre national des lieux historiques, à Dover

Pour les articles homonymes, voir Dover.
La ville de Dover est située dans le comté d'Olmsted, dans l’État du Minnesota, aux États-Unis. Sa population s’élevait à 782 habitants lors du recensement de 2020, estimée à 747 habitants en 2016.